# Brasse Brännström
Lars Erik Brännström (født 27. februar 1945 i Stockholm, død 29. august 2014 samme sted), bedre kendt som Brasse Brännström, var en svensk skuespiller og komiker. I 1970 opnåede han berømmelse sammen med Magnus Härenstam og Lasse Hallström, da de lavede deres første tv-program sammen.
Brännström var også kendt for at være vært på børneprogrammet Fem myror är fler än fyra elefanter, som er blevet genudsendt adskillige gange. I 1988 var han nomineret til en Oscar for bedste manuskript i dramafilmen Mit liv som hund (1985) og i 2002 vandt han en Guldbagge for sin birolle i Nedtælling (2001). Filmen er instrueret af Colin Nutley.
Brännström ligger begravet på Skogskyrkogården i Stockholm.

## Udvalgt filmografi
- Klara Lust (1972)
- Pappas pojkar (tv-serie, 1973)
- En fyr og hans pige (1975)
- Manden der blev millionær (1980)
- Skrald (1981)
- To fyre og en pige (1983)
- P & B (1983)
- Hustruer - 10 år efter (1985)
- Folk og røvere i Kardemomme by (1988)
- Bongo (tv-serie, 1992-1993)
- Den bedste sommer (2000)
- Pelle Haleløs og den store skattejagt (2000)
- Gossip (2000)
- Nedtælling (2001)
- Karlsson på taget (animationsfilm, 2002)
- Paradiset (2003)
- Äideistä parhain (2005)
- Kenny begins (2009)
- Åsa-Nisse - Wälkom to Knohult (2011)
- Hot Nasty Teen (kortfilm, 2014)